# Organización del Servicio Aéreo de la Armada Imperial Japonesa
El Servicio Aéreo de la Armada Imperial Japonesa estaba bajo el control de la Oficina de Aviación de la Armada Imperial Japonesa (Kaigun Kōkū Hombu).

## Organización administrativa

### Kōkū Kantai
Artículo principal: Flotas aéreas de la Armada Imperial Japonesa

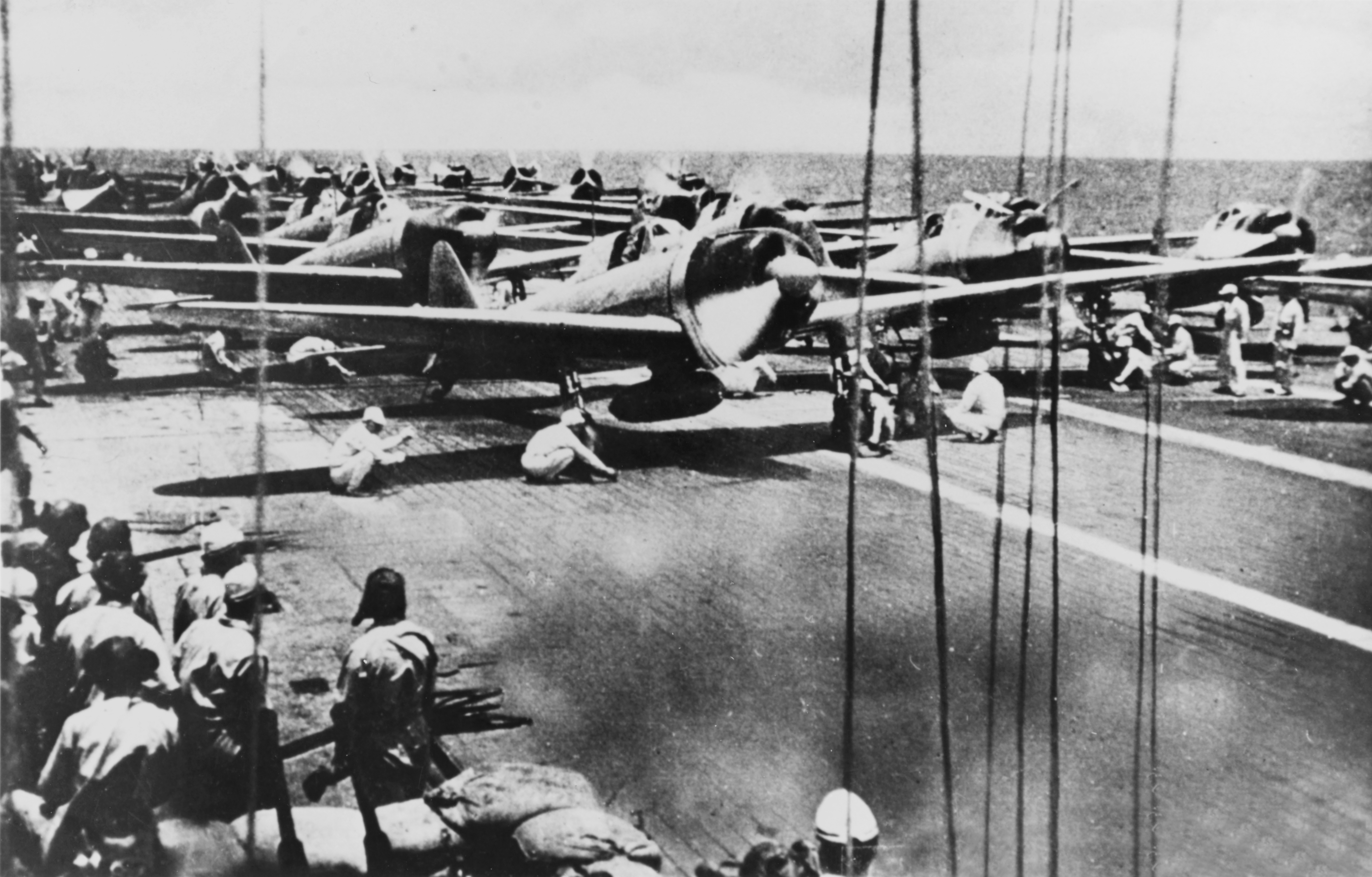
Mitsubishi A6M2 Zero Tipo 21 en la cubierta de vuelo del portaviones Shōkaku, 26 de octubre de 1942, batalla de las Islas Santa Cruz.

Una Kōkū Kantai (flota aérea) contenía uno o más kōkū sentai. La kōkū kantai más notable fue la 1.ª Flota Aérea que contenía los seis portaviones de Japón y fue responsable del ataque a Pearl Harbor. La Armada Imperial Japonesa también mantuvo un sistema terrestre de flotas aéreas navales y flotas aéreas de área llamadas homen kantai que contenían principalmente bombarderos bimotores e hidroaviones.

### Kōkū Sentai
Las Kōku Sentai (flotillas aéreas) constaban de dos o más Kōkūtai, estaban dirigidas por contralmirantes. Una kōkū sentai contenía desde unos pocos, hasta 80 o 90 aviones y dependía tanto de la misión como del tipo de portaviones o bases aéreas en la que estaban ubicados. Una kōku sentai era equivalente a una división de portaviones y contenía todos los aviones de portaviones dentro de la división. La primera kōku sentai, en diciembre de 1941, consistió en todos los aviones a bordo de los portaviones Akagi y Kaga. Mientras que la kōku sentai con base en tierra constaba de 3 kōkūtai.

### Kōkūtai
Artículo principal: Kōkūtai
Un Kōkūtai (grupo aéreo) era equivalente a un grupo o ala. Un kōkūtai en los términos más amplios podría comprender una unidad aérea con base en un portaviones o un grupo aéreo con base en tierra. En cuanto a la unidad, generalmente estaba compuesto por 18 a 27 aviones y tomaba el nombre del portaviones o base aérea donde se había formado originalmente. También podría ser homogéneo o estar compuesto por diferentes tipos de aeronaves. Las unidades terrestres tenían un mayor número de aviones y podían contar desde aproximadamente 24 hasta 100 o más aviones. Eran más homogéneos y estaban bajo el mando del distrito naval donde estaba ubicada su base aérea naval de origen, y luego fueron designados por un número o por el nombre de esa base en particular. Había más de 90 grupos aéreos navales al comienzo de la guerra del Pacífico.
El Kōkūtai estaba dirigido por su comandante (Shirei) y su oficial de vuelo (Hikōchō), donde este último generalmente tenía el papel de segundo comandante. El componente del kōkūtai se llamaba hikōtai y estaba dirigido por un Hikōtaichō. El componente terrestre del kōkūtai estaba compuesto por unidades terrestres que brindaban funciones de mantenimiento de aeronaves y servicio de base aérea.
El sistema Kōkūtai con base en tierra se estableció en 1916 y determinó que las bases aéreas navales y los grupos aéreos se organizarían según fuera necesario, ya fuera en puertos navales (gunkō) o puertos estratégicos (yōkō). Sus designaciones fueron tomadas de los nombres de esos lugares y funcionando bajo la autoridad de esas estaciones. Los grupos aéreos y las bases fuera de esos puertos se colocaron bajo el mando de la base naval más cercana (chinjufu). Desde el establecimiento de la primera unidad aérea con base en tierra de la Armada Imperial Japonesa en Yokosuka hasta el final de la guerra del Pacífico, el término kōkūtai significó tanto una base aérea naval como la unidad aérea que estaba estacionada allí. La unidad aérea (Hikōkitai o hikōtai) operaba la aeronave, y el resto del personal de cualquier Kōkūtai operaba y mantenía las instalaciones terrestres de la base en la que estaba estacionada la unidad. Así como la aeronave y la tripulación de vuelo a bordo de un portaviones japonés o un hidroavión auxiliar se convirtieron en parte integral de la unidad de un barco, cuando se formaron unidades aéreas con base en tierra o en la costa (hidroaviones), las bases en las que estaban estacionadas eran visto como equivalente a los barcos de los hikōtai con base en portaviones de los que formaba parte.
En 1919, la Armada Imperial Japonesa estableció nuevas regulaciones que en tiempo de guerra, emergencia o maniobras preveían la organización de "grupos aéreos especiales" (tōkusetsu kōkūtai), que podían ser designados por un lugar o por una designación numérica. Podrían tener la base en tierra o en portaviones, pero en general su base estaba en tierra y se les daban designaciones numéricas. En la mayoría de los casos, las bases de estas formaciones se crearon a partir de elementos extraídos de grupos aéreos existentes. La primera unidad de este tipo fue el 11.° Grupo Aéreo, establecido brevemente en 1936. Si bien los reglamentos que establecieron los grupos aéreos con base en tierra se establecieron en 1916 y 1919, no fue sino hasta principios de la década de 1930 que una serie de reglamentos e instrucciones establecieron unas normas internas específicas, la organización interna, sus ubicaciones, funciones y su entrenamiento, aunque esto cambió de vez en cuando hasta el final de la guerra del Pacífico.
En noviembre de 1936, la Armada Imperial Japonesa dispuso la organización de grupos aéreos combinados especiales (tōkusetsu rengō kōkūtai), que estaban compuestos por dos o más grupos aéreos. Fueron creados con el fin de brindar mayor fuerza aérea bajo un solo comando. El 1.º y 2.º grupos aéreos combinados se formaron en julio de 1937, al comienzo de la guerra en China, y fueron la columna vertebral de las operaciones aéreas de la armada en los primeros años de ese conflicto. Los grupos aéreos combinados permanentes (jōsetsu rengō kōkutai), destinados a operaciones más largas, se establecieron en diciembre de 1938. Dos de ellos se formaron antes de la guerra del Pacífico: el 11.º se organizó en diciembre de 1938 y el 12.º se formó en 1939. Hasta finales de la década de 1930, la mayoría de los kōkutai estaban compuestos por una combinación de tipos de aviones, predominando inicialmente los hidroaviones, pero con un aumento en el número de cazas con base en portaviones, bombarderos en picado y torpederos, junto con bombarderos medios bimotores con base en tierra. Sin embargo, en 1941, los grupos aéreos terrestres de la Armada Imperial Japonesa casi siempre estaban compuestos por un tipo de avión, con la excepción del Grupo Aéreo de Chitose, que tenía su base en la Micronesia y estaba compuesto por bombarderos medios y cazas. El 1 de noviembre de 1942, todas las unidades con base en tierra identificadas con nombres recibieron designaciones numéricas.
A medida que avanzaba la guerra en el Pacífico, esta estructura carecía de flexibilidad y obstaculizaba las operaciones de primera línea, en consecuencia, en marzo de 1944 se reestructuraron las fuerzas aéreas terrestres de la Armada Imperial Japonesa y se les dio a ciertos hikōtai designaciones numéricas independientes y una identidad propia fuera del esquema original del Kōkūtai.

### Hikōtai
El Hikōtai era la unidad de vuelo de un portaviones o un kōkūtai con base en tierra. Estaba dirigido por un Hikōtaichō y formado por todo el personal de vuelo del kōkūtai (el resto del kōkūtai estaba compuesto por unidades terrestres que proporcionaban funciones de servicio en la base aérea y mantenimiento de aeronaves). El Hikōtai se dividía en varias unidades más pequeñas, llamadas buntai.

### Buntai
Buntai era la unidad administrativa más pequeña de personal de aviación, a diferencia de las formaciones tácticas u operativas de aeronaves. Estaba comandado por un Buntaichō y estaba compuesto por la cantidad requerida de personal necesario para volar y mantener un chutai, que generalmente constaba de nueve aviones. La cantidad de personal en un buntai variaría según la misión o función de la unidad y el tipo de aeronave que operaba. Aunque los pilotos usaban indistintamente los términos buntai y chutai, buntai se refería al personal mientras que chuntai se refería a la aeronave o formación táctica en el aire.

## Formaciones tácticas y operativas

### Hikōkitai
Hikōkitai (unidades de vuelo) eran una unidad aérea de un portaviones que tomaba el nombre del portaviones en el que estaba, como por ejemplo, Akagi Hikōkitai.

### Daitai,Chūtai,Shōtai
Un Daitai constaba de 18 aviones. Un Chūtai constaba de 9 aviones, mientras que un Shōtai tenía 3 aviones.

## Identificación de los Grupos Aéreos Navales

### Hasta el 31 de octubre de 1942
- Nombre del lugar; Grupo Aéreo de la base (常設航空隊, Jōsetsu-Kōkūtai).

- Nombre numerado; Grupo Aéreo Especial de la base (特設航空隊, Tokusetsu-Kōkūtai).

### Tras el 1 de noviembre de 1942
- Nombre numerado; Grupo Aéreo de categoría 'A' (甲航空隊, Kō Kōkūtai) como unidad de combate.
  - Ejemplo
    - El 12.º Kōkūtai es un grupo de entrenamiento (bombardero).
    - 121.º Kōkūtai es un grupo de aviones de reconocimiento.
    - 762.º Kōkūtai es un grupo de bombarderos torpederos con base en tierra.
    - 1081.º Kōkūtai es un grupo de transporte aéreo militar.

| Numeración | Dígito centesimal (clasificación)                                                           | Dígito decimal (autoridad) | Dígito unidad                                                                       |
| ---------- | ------------------------------------------------------------------------------------------- | -------------------------- | ----------------------------------------------------------------------------------- |
| 0          | Grupo de entrenamiento                                                                      | Distrito naval de Yokosuka | El número impar es un grupo aéreo básico. El número par es un grupo aéreo especial. |
| 1          | Grupo de aviones de reconocimiento                                                          | Distrito naval de Yokosuka | El número impar es un grupo aéreo básico. El número par es un grupo aéreo especial. |
| 2          | Grupo de cazas (aviones embarcados)                                                         | Distrito naval de Yokosuka | El número impar es un grupo aéreo básico. El número par es un grupo aéreo especial. |
| 3          | Grupo de cazas (interceptores)                                                              | Distrito naval de Kure     | El número impar es un grupo aéreo básico. El número par es un grupo aéreo especial. |
| 4          | Grupo de aviones de reconocimiento de la flota                                              | Distrito naval de Kure     | El número impar es un grupo aéreo básico. El número par es un grupo aéreo especial. |
| 5          | Grupo de bombarderos en picado (portaviones), grupo de bombarderos torpederos (portaviones) | Distrito naval de Sasebo   | El número impar es un grupo aéreo básico. El número par es un grupo aéreo especial. |
| 6          | Grupo aéreo de portaviones, grupo de hidroaviones lanzados desde submarinos                 | Distrito naval de Sasebo   | El número impar es un grupo aéreo básico. El número par es un grupo aéreo especial. |
| 7          | Grupo de bombarderos con base en tierra, grupo de bombarderos de ataque con base en tierra  | Distrito naval de Sasebo   | El número impar es un grupo aéreo básico. El número par es un grupo aéreo especial. |
| 8          | Grupo de hidroaviones                                                                       | Distrito naval de Maizuru  | El número impar es un grupo aéreo básico. El número par es un grupo aéreo especial. |
| 9          | Grupo de aviones de patrulla marítima (escolta marítima)                                    | Distrito naval de Maizuru  | El número impar es un grupo aéreo básico. El número par es un grupo aéreo especial. |
| 10         | Grupo de transporte aéreo militar                                                           | Distrito naval de Maizuru  | El número impar es un grupo aéreo básico. El número par es un grupo aéreo especial. |

- Nombre del lugar; Grupo aéreo de categoría 'A' como unidad de entrenamiento, unidad de evaluación.
  - Ejemplo
    - Atsugi Kōkūtai
    - Kasumigaura Kōkūtai
    - Takuma Kōkūtai
    - Yokosuka Kōkutai

- Nombre de la región; Grupo aéreo de categoría 'B' (乙航空隊, Otsu Kōkūtai) como unidad de guardia de base aérea.
  - Ejemplo
    - Kantō Kōkutai
    - Mariana Kōkutai
    - Hitō Kōkutai

### Tras el 1 de marzo de 1944
| Clasificación                                             | Número del escuadrón | Tipo de avión (función)                                   |
| --------------------------------------------------------- | -------------------- | --------------------------------------------------------- |
| Escuadrón de cazas (戦闘飛行隊 Sentō Hikōtai)             | 1–400                | Caza tipo 'A' o caza con base en portaviones (甲戦 Kōsen) |
| Escuadrón de cazas (戦闘飛行隊 Sentō Hikōtai)             | 401–800              | Caza tipo 'B' (乙戦 Otsusen, interceptor)                 |
| Escuadrón de cazas (戦闘飛行隊 Sentō Hikōtai)             | 801–1000             | Caza tipo 'C' (丙戦 Heisen, caza nocturno)                |
| Escuadrón de ataque (攻撃飛行隊 Kōgeki Hikōtai)           | 1–200                | Bombardero en picado con base en portaviones              |
| Escuadrón de ataque (攻撃飛行隊 Kōgeki Hikōtai)           | 201–400              | Bombardero de ataque con base en portaviones              |
| Escuadrón de ataque (攻撃飛行隊 Kōgeki Hikōtai)           | 401–600              | Bombardero terrestre                                      |
| Escuadrón de ataque (攻撃飛行隊 Kōgeki Hikōtai)           | 601–800              | Bombardero de ataque con base en tierra                   |
| Escuadrón de reconocimiento (偵察飛行隊 Teisatsu Hikōtai) | 1–200                | Avión de reconocimiento                                   |
| Escuadrón de reconocimiento (偵察飛行隊 Teisatsu Hikōtai) | 201–300              | Hidroavión                                                |
| Escuadrón de reconocimiento (偵察飛行隊 Teisatsu Hikōtai) | 301–600              | Hidroavión de reconocimiento                              |
| Escuadrón de reconocimiento (偵察飛行隊 Teisatsu Hikōtai) | 601–800              |                                                           |
| Escuadrón de reconocimiento (偵察飛行隊 Teisatsu Hikōtai) | 801–1000             | Aviones de patrulla marítima                              |
| Escuadrón de transporte (挺進飛行隊 Teishin Hikōtai)      | 1–100                | Transporte                                                |

## Sistema de identificación de la Flota Aérea Naval
Artículo principal: Sistemas de identificación militar de aeronaves japonesas
La Armada Imperial Japonesa tenía, al comienzo de la guerra del Pacífico, tres sistemas de identificación de aeronaves: los números Shi (試 experimentales, el sistema de numeración de tipos y un sistema de identificación de aeronaves muy similar al utilizado por la Armada de los EE. UU. desde 1922 hasta 1962.
A cada nuevo diseño se le dio primero un número Shi experimental, basado en el actual año de reinado imperial japonés. El Mitsubishi Zero comenzó así su carrera como caza portaaviones experimental 12-Shi de la Armada (海軍十二試艦上戦闘機).
Al entrar en producción, el avión recibió un número de tipo. El 'Zero' era tan conocido como Caza de Portaviones de la Armada Tipo 0 (海軍零式艦上戦闘機), ya que el Zero fue incluido en 1940, o el 2.600 en el calendario japonés.
El avión también recibió una "identificación corta" que constaba de un grupo de letras y números romanos.
- La primera letra (a veces dos) indicaba el tipo o propósito básico de la aeronave.
- En segundo lugar venía un número de serie que indicaba el número de subtipos principales producidos para ese tipo de aeronave. (A diferencia de la práctica de USN, el dígito "1" no se ignoró en este sistema y se incluyó).
- La tercera era la segunda letra, que era el código del fabricante e incluía algunas empresas no japonesas.

(Bombardero de ataque designado G4M (G), el cuarto en la secuencia de la Armada, diseñado o producido por Mitsubishi, mientras que G5N sería el próximo bombardero de ataque en secuencia, construido por Nakajima).
- El cuarto era un número que indicaba la versión del avión.

La primera versión de producción del 'Zero' se convirtió así en A6M1.
| Letra | Tipo                                                                   | Constructor                                                             |
| ----- | ---------------------------------------------------------------------- | ----------------------------------------------------------------------- |
| A     | Caza de portaviones                                                    | Aichi (Aichi Tokei Denki and Aichi Kokuki)/North American Aviation (US) |
| B     | Bombardero de ataque de portaviones (Torpedero o bombardero de altura) | Boeing Aircraft (US)                                                    |
| C     | Reconocimiento de portaviones                                          | Consolidated Aircraft (US)                                              |
| D     | Bombardero de portaviones (Bombardero en picado)                       | Douglas Aircraft (US)                                                   |
| E     | Hidroavión de reconocimiento                                           | -                                                                       |
| F     | Hidroavión de observación                                              | -                                                                       |
| G     | Attack Bomber (land based)                                             | Hitachi Kokuki/Grumman Aircraft Engineering (US)                        |
| H     | Hidroavión (reconocimiento)                                            | Hiro (Dai-Juichi Kaigun Koskusho)/Hawker Aircraft (UK)                  |
| He    | -                                                                      | Ernst Heinkel Flugzeugwerke (Germany)                                   |
| J     | Caza con base en tierra                                                | Nihon Kogata Hikoki/Junkers Flugzeug und Moterenwerke (Germany)         |
| K     | Formación                                                              | Kawanishi Kokuki                                                        |
| L     | Transporte                                                             | -                                                                       |
| M     | Hidroavión especial                                                    | Mitsubishi Jukogyo                                                      |
| MX    | Aeronaves de propósito especial                                        | -                                                                       |
| N     | Caza embarcado                                                         | Nakajima Hikoki                                                         |
| P     | Bombardero (base en tierra)                                            | Nihon Hikoki                                                            |
| Q     | Avión de patrulla (guerra antisubmarina)                               | -                                                                       |
| R     | Reconocimiento terrestre                                               | -                                                                       |
| S     | Caza nocturno                                                          | Sasebo (Dai-Nijuichi Kaigun Kokusho)                                    |
| Si    | -                                                                      | Showa Hikoki                                                            |
| V     | -                                                                      | Vought-Sikorsky (US)                                                    |
| W     | -                                                                      | Watanabe Tekkosho/Kyushu Hikoki                                         |
| Y     | -                                                                      | Yokosuka (Dai-Ichi Kaigun Koku Gijitsusho)                              |
| Z     | -                                                                      | Mizuno Guraida Seisakusho                                               |

Otros cambios menores se indicaron agregando letras después del número de subtipo como en el esquema Tipo/Modelo anterior. Las dos primeras letras y el número de serie permanecieron iguales durante la vida útil de cada diseño.
En algunos casos, cuando cambiaba la función diseñada de una aeronave, el nuevo uso se indicaba agregando un guion y una segunda letra tipográfica al final de la designación abreviada existente (p. ej., el H6K4 fue el sexto hidroavión (H6) diseñado por Kawanishi (K), cuarta versión de ese diseño (4). Cuando el avión estaba equipado principalmente como transporte de tropas o suministros, su designación era H6K4-L.)